# 山崎満広
山崎 満広（やまざき みつひろ、1975年6月6日 - ）は、サステナブル都市計画家。株式会社Green Cities代表取締役。都市の持続可能な経済開発やプロジェクトマネジメントに携わる。サザンミシシッピ大学修士課程修了(経済開発学）。専門は都市および地方計画、経済開発。
ポートランド市開発局ビジネス産業開発マネージャー・国際事業開発オフィサー、サンアントニオ経済開発財団ヴァイスプレジデント、オレゴン日米協会理事、シブヤ大学講師、東京大学まちづくり大学院講師、テキサス州サンアントニオ市アジア商工会会議所理事を歴任。
現在、米国のデザインコンサルティング会社Ziba Designクリエイティブディレクター（スマートシティ分野）、つくば市まちづくりアドバイザー、自然電力株式会社顧問アドバイザー、大鏡建設顧問、ポートランド州立大学シニアフェロー、慶應大学SFC上席研究員、横浜国立大学 客員教授等を兼任。

## 略歴
- 1975年 東京都に生まれる。
- 1993年 茨城県勝田工業高等学校卒業。
- 1995年 渡米[6]。
- 1999年 サザンミシシッピ大学卒業（国際関係学）。
- 1999年 ユカタン大学留学（人類学）。
- 2001年 サザンミシシッピ大学修士課程修了(経済開発学）[1][2]。
- 2002年 Yates Construction Co. ミシシッピ州ジャクソン。
- 2004年 San Antonio Economic Development Foundation テキサス州サンアントニオ。
- 2005年 米サンアントニオ・ビジネスジャーナル誌より40歳以下のトップ40人のビジネスパーソンに選出[7]。
- 2008年 TIP Strategies, Inc. テキサス州オースティン。
- 2012年 ポートランド市開発局入局[3]。
- 2017年 第7回不動産協会賞受賞[8]。
- 2017年 Mitsu Yamazaki, LLC(オレゴン州ポートランド）を設立。
- 2017年 Ziba Design国際戦略ディレクター兼任[9]。
- 2017年 つくば市まちづくりアドバイザー就任[10]。
- 2017年 ポートランド州立大学上席研究員[11]。
- 2019年 Mitsu Yamazaki, LLC(東京：現、株式会社Green Cities）を設立[12]。
- 2020年 慶應義塾大学SFC研究所 クリエイティブ・ラーニング・ラボ上席研究員[13]。
- 2020年 自然電力株式会社 社外顧問就任[14]。
- 2020年 横浜国立大学 地域連携推進機構 客員教授[14]。
- 2020年 世界銀行東京開発ラーニングセンター(TDLC) シニア・アーバン・コンサルタント[15]。
- 2021年 神戸市港湾局・神戸ウォータフロント開発機構アドバイザー[12]。

## 経歴・人物
都市デザイン・事業開発業
- トヨタ自動車サンアントニオ工場
- Lowe’s Data Center
- 千葉県柏市（柏の葉スマートシティ）：コーディネーター、不動産開発コンサルタント[16]
- 和歌山県有田郡有田川町：ガバナンス コンサルタント[17]
- 米国のデザインコンサルティング会社Ziba Design国際戦略ディレクター[18]

アドバイザー
- つくば市まちづくりアドバイザー[1]
- 自然電力株式会社顧問アドバイザー[14]
- 大鏡建設顧問[1]

大学客員教授等
- ポートランド州立大学シニアフェロー[1]
- 慶應大学SFC上席研究員[13]
- 横浜国立大学客員教授[4]

イベント・企画
- POP UP PORTLAND：企画、プロデューサー[19]。
- 2013年 日本マーケティング学会「米国ポートランド市の地域活性化の取組み」“第2回地域活性化マーケティング研究報告会” 青山学院大学主催[20]。
- 2015年 国土交通省 主催 ミズベリング・プロジェクト 「ミズベリングインスパイアフォーラム2015ポートランド・イノベーショントークス」[21]。
- 2016年 東京大学まちづくり大学院主催 「ポートランドの経済開発プランと産業クラスター」都市産業と経営戦略[22]。
- 2016年 内閣府環境未来都市 国際フォーラム in ポートランド、主催、プロデューサー[23]。
- 2016年 天神明治通り街づくり協議会主催 「ポートランド市の官民共働による街づくり」第1回天神明治通り街づくりフォーラム[24]。
- 2018年 日経新聞社 主催 日経地方創生フォーラム「官民連携と地域連携で実現する地方創生」[25]。
- 2020年 国土交通省 主催 ミズベリング・プロジェクト 「ミズベリング・フォーラム2020」 キーノートスピーカー[26]。

## 著作
単著
- 『ポートランド－世界で一番住みたい街をつくるー』学芸出版社、2016年 ISBN 978-4761526238[4]。

編著
- 『ポートランド・メイカーズ クリエイティブコミュニティのつくり方 』学芸出版社、2017年 著(John C Jay, 南トーマス哲也, 田村なを子, 冨田ケン ,Mark Stell ,Rick Turoczy) ISBN 978-4761526429[4]。

共著
- （Yuko Arai, Daniel Levine, Haruka Miki-Imoto）『The Development Story of Toyama: Reshaping Compact and Livable Cities』世界銀行、2020年。[15]

## 取材・寄稿

### 取材
雑誌
- 『LANDSCAPE DESIGN』(マルモ出版)

No.93 特集「今、欧米で話題の環境先進都市」 「グリーンシティを作る」(2013年)
No.95 特集「大阪にセントラルパークを！」「ポートランド市パール地区」(2014年)
- 『日経エコロジー』（日経BP社）

No.183「暮らしやすさ」を再定義 人材と産業を呼び込む P42-45
- 『giorni』(株式会社実業之日本社)

2015年7月号「ポートランドが「暮らしやすい街」と言われる理由とは？」P78
- 『ソトコト』（木楽舎）

No.200 特集 「新しい移住のカタチ」「まるでポートランド式!? 話し合うことから始まる有田川のまちづくり。」P62-63
- 『生活と環境』（一般財団法人日本環境衛生センター）(2017年)[29]

No.732「環境先進都市ポートランド～持続可能な未来を創造する街づくり～」P25-28
インターネットメディア
- がくまちステーション（大学コンソーシアム京都）

「コミュニティデザインと住み良い都市空間」（2018年）
- another life.（ドットライフ）「ライフストーリー」

「ポートランドで学んだ、持続可能なまちづくり。 循環型社会を実現し誰もが挑戦できる道を拓く。」（2021年）
- マイマガジン（NTTドコモ）「LIFE 人それぞれの物語」

「#184 理想と矛盾しない人間でありたい。住民が自己実現できる持続可能な街へ」（2021年）
- ビジネス+IT（SBクリエイティブ）

「全米が住みたい街「ポートランド」、功績者・山崎氏が明かす日本との“意外な”共通点」（2022年）
- ソトコトオンライン（木楽舎）「明るいまちづくり相談室」

「第1回：まちづくりの仕事に就きたいのだけど、何をすればいいの？」（2022年）
「第2回：地方に若い人たちを呼び込むには、どうしたらいいですか？」（2022年）
「第3回：日米の公務員の仕事の違いについて教えて！」（2023年）
「第4回：井波ミライフォーラムによせて Vol.1」（2023年）
「第5回：井波ミライフォーラムによせて Vol.2」（2023年）

### 寄稿
書籍
- （吹田良平）『GREEN Neighborhood グリーンネイバーフッド 増補改訂版 ポートランドに見るアルチザンエコノミーという新しい資本主義のかたち』トゥーヴァージンズ、2022年 ISBN 978-4910352428。

「対談　ハピネス・バイ・クリエイティビティ　山崎満広×吹田良平」P226-235
インターネットメディア
- マイナビニュース（マイナビ）

「「ここに住みたい」と誰もが願う都市の「新しい基準」とは」（2022年）

## 登壇
- シブヤ大学 (2013年4月15日)

「全米一住みたい都市、オレゴン州ポートランドのつくり方～日本人マネージャーが語る、最先端の街づくり～」
- 日本マーケティング学会・青山学院大学（2013年10月23日）第2回地域活性化マーケティング研究報告会

「米国ポートランド市の地域活性化の取組み」
- 国土交通省（2015年1月29日）ミズベリングインスパイア・フォーラム2015

「ポートランド・イノベーショントークス」
- 自由大学（2015年4月23日）

「市民が主体的になれるまちづくり〜ポートランドに学ぶ ポートランド開発局(PDC)の山崎満広さんに聞く」
- 内閣府（2016年2月9日）

「『環境未来都市』構想推進国際フォーラム in ポートランド 地方創生に向けた『まちづくり』」
- 東京大学まちづくり大学院（2016年5月18日）都市産業と経営戦略

「ポートランドの経済開発プランと産業クラスター」
- 天神明治通り街づくり協議会(MDC)（2016年5月17日）第1回天神明治通り街づくりフォーラム

「ポートランド市の官民共働による街づくり」
- ポートランド市開発局（2016年5月21日）Pop Up Portland 2016

「（吹田良平×山崎満広）ポートランド 世界で一番住みたい街をつくる」
- 有田川町（2016年6月12日）有田川という未来 VOL.7

「チャレンジし続けるポートランドのまちづくり ～有田川の未来へ向けた次の一手～」
- 京都市・大学コンソーシアム京都（2018年12月2日）大学・地域連携サミット

「コミュニティデザインと住み良い都市空間～ポートランドの事例より」
- 横浜国立大学地域連携推進機構・同地域実践教育研究センター（2020年2月17日）Transitional Passion 2020[47]

- 釜山文化財団（2023年10月12日－13日）Busan Culture Conference II[48]

- 株式会社アーキネティクス・ポートランド観光協会（2023年11月3日）PORTLAND DAY

「ポストコロナのポートランド事情とこれから」
- 国際教養大学・秋田公立美術大学・秋田県立大学（2024年2月9日）演習科目（地域共創のための社会デザイン）

「ポートランドに学ぶ持続可能な地域のつくり方」